# Psychoda magnipalpus
Psychoda magnipalpus és una espècie d'insecte dípter pertanyent a la família dels psicòdids que es troba a la Polinèsia: la Samoa Nord-americana.